# Belonoperca
Belonoperca – rodzaj ryb okoniokształtnych z rodziny strzępielowatych.

## Klasyfikacja
Gatunki zaliczane do tego rodzaju:
- Belonoperca chabanaudi
- Belonoperca pylei